# Moisés Galindo
Moisés Galindo Reyes (Suria, Barcelona, 1963) es un poeta, ensayista y novelista español.

## Biografía
Se licenció en Filología Hispánica por la Universidad Autónoma de Barcelona. 
Galindo ha practicado la crítica literaria en revistas como Barcarola, Caravansari, El Pou de Lletres, Escola catalana, amic@rt, Quimera, Turia o Gesto, y en el diario Regió 7 y su suplemento cultural Idees. Participó en el Aula de Poesía de Barcelona, tanto en su revista hablada como en el programa radiofónico Hotel Chelsea. Además de cuentos y poemas en editoriales como Alféizar y Ojos Verdes y en revistas como Quadern, La Musa Araña, Turia, Alga o Gesto, ha publicado varios libros de poesía, narrativa y ensayo. Su obra poética gira en torno a la idea de la desaparición, de "la nada y el paso del tiempo que la acompaña". De uno de sus libros ha afirmado el poeta y crítico Eduardo Moga que "desnuda  la  paradoja  central:  vida  y  muerte  son lo mismo; ser y nada se alimentan mutuamente; existir y desaparecer poseen una textura igual, una naturaleza idéntica".

## Obra

### Libros de poesía
- Visegrado Hotel, edición digital, Parinacota Ediciones, 2011.
- Las formas de la nada, Sevilla: Ediciones de la Isla de Siltolá, 2015.[4][5][6]
- Aral, Barcelona: Parnass Ediciones, 2016.[7][8]
- Antes (de) que la nada prevalezca. (Homenajes), Santa Coloma de Gramenet: La Garúa Poesía, 2017.[9][10]
- Naturalezas muertas, prólogo de José Antonio Arcediano, Madrid: Los Papeles de Brighton, 2020.[11][12][13][14][15]
- Zonas de exclusión, Barcelona: Libros de Aldarán, 2021.[16][17]
- Formas de la materia oscura, Boo de Piélagos: Libros del Aire, 2023.[18][19]

### Antologías en las que aparece
- Poemes per a un món millor, Barcelona: Associació Poesía en Acció, 2001.
- Tiempo (in)visible, fotografías de Edu Barbero, Barcelona: Caravansari, 2016.
- Poemas para combatir el coronavirus, edición de Juan Luis Calbarro y Míriam Maeso, Alcobendas (Madrid): IES Ágora y Los Papeles de Brighton, 2021.
- Dieciséis de Brighton. Antología poética, edición de Eduardo Moga, Madrid: Los Papeles de Brighton, 2023.

### Narrativa
- Catarsis, Leiden: Bokeh, 2019.

### Crítica literaria
- Radicales libres, Jerez de la Frontera: Tierra de Nadie, 2023.[20][21]

### Libros coordinados
- Mago Moga. Una forma de querer, edición de Moisés Galindo, Christian T. Arjona y Juan Luis Calbarro, Barcelona: Libros de Aldarán y Los Papeles de Brighton, 2024.

## Entrevistas
- Rosa Vilajosana, "Entrevista a Moisès Galindo", El Salí, Suria, 18 de mayo de 2016.
- Toni Montesinos, "Entrevista capotiana a Moisés Galindo", en su blog Alma en las palabras, 16 de mayo de 2020.